# Rio Capanaparo
O Rio Capanaparo é um rio que banha a Venezuela e a Colômbia.. Tem 650 km, dos quais 225 em território colombiano. Faz parte da bacia do rio Orinoco. As suas nascentes situam-se no departamento de Arauca, na Colômbia. Corre na direção oeste-leste, atravessando o estado venezuelano de Apure, alimentando o rio Orinoco pela margen esquerda. Este rio tem uma grande biodiversidade, com animais como a anaconda-verde, o golfinho-do-amazonas, o crocodilo-do-orinoco e muitas espécies de peixes.
No seu curso inferior atravsessa o Parque Nacional Santos Luzardo.